# IKRA
IKRA — музыкальный клуб, находившийся в помещении театра им. Гоголя. Лауреат премии журнала «НеСпать!» — Night Life Awards в категории «Лучший музыкальный клуб».

## История
Ранее в помещении клуба «IKRA» размещался музыкальный клуб «Курс».
Клуб был закрыт в январе 2011 года.

## О клубе
Вместимость около 700-1000 человек. 3 зала — на 50-100, 100-200 и 600-700 человек (цифры примерны и зависят от заполнения на "стоячих" и "сидячих" мероприятиях) Дизайн клуба разработала студия «Мастерская Речников». Генеральный директор — Тонких Игорь Владиславович, арт-директор — Григорий Гольденцвайг, pr-директор — Николай Олейников. Клубу были присуждены премии журналами «Афиша», «Time Out Москва» и «НеСпать!». По итогам 2007 года журнал «НеСпать!» присудил клубу икра премию Night Life Awards в категории «Лучший музыкальный клуб».

## В «Икре» выступали
- 2H Company[3]
- 65daysofstatic
- Aavikko
- Alec Empire
- Alec Szahala
- Animal Джаz
- Big Black Boots
- Billy’s Band
- Bodies Without Organs
- Bohren & der Club of Gore
- Brazzaville
- Cabernet Deneuve
- Coldcut
- Combichrist
- Cruachan
- Cumshot
- Current 93
- DCMC
- Deezm
- Delerium
- DJ Food
- DJ Krush
- DJ Superman
- DJ Vadim
- Dr.Ring-Ding
- DJ Илья Рихтер
- DJ Спирин
- DJ Хобот
- Flёur
- Front Line Assembly
- George Duke
- Gogol Bordello
- Goldie
- Hushpuppies
- Isis
- Kid Koala
- Krec
- Laibach
- LTJ Bukem
- Makoto
- Mattafix
- Messer Chups
- Mira Calix
- Mono
- Monster Zoku Onsomb!
- NoMeansNo
- Noize MC
- Nurse With Wound
- Plaid
- Plastika
- Poets of the Fall
- Psychic TV
- Sagarroi
- Shootki
- Skaльпель
- Stanley Clarke
- Theodor Bastard
- The Aggrolites
- The Modests
- The Toasters
- Tracktor Bowling
- Ulver
- Александр Кутиков
- Амон Тобин
- Би-2
- Валерия Козлова
- Грани
- Грань
- Дабац
- Дельфин
- Джей-Джей Йохансон
- Ёлочные игрушки[3]
- Каста
- Карандаш
- Кровосток
- Майкл Джира
- Мара
- Мумий Тролль
- Найк Борзов
- Перкалаба
- Пётр Налич
- Рошин Мёрфи
- Сансара
- Табула Раса
- Сергей Бабкин
- Сплин
- Стас Барецкий[3]
- Тараканы!
- Умка и Броневик